# Колдаєв Борис Михайлович
Борис Михайлович Колдаєв (13 (1) січня 1893, Предтеченське, Ставропольська губернія, Російська імперія — після 1946, Київ) — український біохімік, професор (1934), доктор біологічних наук (1940)

## Біографія
Навчався на медичному факультеті Київського університету, який закінчив 1916 року. У 1927—1932 роках був приват-доцентом кафедри фізіологічної хімії Київського медичного інституту. Далі перейшов до Другого київського медичного інституту, де завідував кафедрою біохімії у 1932—1941 роках. Паралельно у 1931—1941 роках працював старшим науковим співробітником відділу м'язової біохімії Інституту біохімії АН УРСР.
У червні 1941 року виступав з доповіддю про біохімію м'язів на сесії біологічного відділу АН УРСР у Львові.
Під час Другої світової війни евакуювався разом з медичним інститутом до Челябінська, де очолював кафедру біохімії об'єднаного медичного інституту. Під його керівництвом на кафедрі вивчали вплив вітаміну K на обмін речовин у поранених, розробили вітамінізований вазелін для заживлення ран.
Після повернення до Києва завідував лабораторією біохімії гормонів Інституту біохімії у 1944—1945 роках. Надалі перейшов до Інституту мікробіології АН УРСР, де у 1945—1946 роках завідував відділом біохімії.

## Наукові дослідження
Борис Колдаєв вивчав біохімію м'язів, зокрема вплив карнозину та глутатіону на функцію м'яза. Також досліджував ферменти, зокрема ліпазу слини. Низка праць присвячені гормональній регуляції метаболізму, впливу гормонів наднирників на обмін вуглеводів.

## Наукові праці
- Колдаев, Б. М. (1921) О состоянии некоторых ферментативных функций сыворотки крови при сыпном тифе. Русский физиологический журнал, Т. 4
- Koldajew, B. Ergebnisse der antirabischen Impfungen nach der Pasteurschen und der “Verdünnungs”-Methode. Zeitschr. f. Hygiene. 107, 523–542 (1927). https://doi.org/10.1007/BF02176832
- Колдаев, Б. (1927). Профилактическая медицина, № 7
- Koldajew, B., Kutzenok, B. Über die aktuelle Reaktion des Eiters in chronischen und akuten Abscessen. Beiträge zur Klinik der Tuberkulose 69, 472–478 (1928). https://doi.org/10.1007/BF02086363(нім.)
- Колдаев, Б. (1928) О гликемии при экспериментальном бешенстве. Журнал экспериментальной биологии и медицины, т. 9, № 24, с. 370—375
- Koldajew, B. M., & Altschuller, M. M. (1930). Über die Beeinflussung der Blutfermente durch Quarzlampenlicht
- Koldajew, B., Altschuler, M. Über die Alkalireserven des Blutes und die Lokale Acidose bei Knochentuberkulose. Klin Wochenschr 12, 1375 (1933). https://doi.org/10.1007/BF01784859
- Koldajew, B., Altschuler, M. Über die Phosphatase des Blutes bei Knochentuberkulose. Beiträge zur Klinik der Tuberkulose 83, 433–436 (1933). https://doi.org/10.1007/BF02141459
- Колдаев Б. М. (1934). Глютатион и ферменты. «Природа», No 12, 13-19
- Колдаев, Б., Бутков, П. (1934). Влияние денервации на содержание карнозина в мышцах. Укр. биохим. журн, 7, 63-67.
- Вплив тренування на зміни синтетичної властивості мускулів після роботи // Український біохімічний журнал. 1935. Т. 7
- Колдаєв, B. M. (1935). Глютатіон: його властивості та роль у физиології й патології. Вид-во Всеукраїнської академії наук.
- Колдаев, Б. (1937). Об изменениях содержания карнозина в мышечной ткани. Укр. биохим. журн, 10, 617
- Вплив утомної роботи і тренування на вміст аскорбінової кислоти і оксидаційно-редукційні процеси в мускулах при різному насиченні організму вітаміном С // Український біохімічний журнал, 1939. Т. 13 (співавтор)
- Палладін, О. В. Практикум біологічної хімії / О. В. Палладін, Б. М. Колдаєв, Б. І. Гольдштейн. — вид. 2-ге, доп. — Дніпропетровськ: Держмедвидав, 1940. — 194 с.
- Глікогеноліз у мускулах при зменшеному вмісті глікогену // Український біохімічний журнал. 1940. Т. 16 (співавтор);
- До питання про перетворення карнозину в мускулах // Український біохімічний журнал. 1940. Т. 16
- Колдаев Б. М., Гудина А. И., Кузнецова Л. Н., Демин В. И. Врачебное дело, 1945, No 11-13